# Santos Women's Tour 2018
La 12e édition du Santos Women's Tour a lieu du 11 janvier 2018 au 14 janvier 2018, en Australie. La course fait partie du calendrier UCI féminin en catégorie 2.1. Le départ et l'arrivée de ce tour se déroulent à Adélaïde.
La course est remportée par l'australienne Amanda Spratt de l'équipe Mitchelton Scott, devant l'américaine Lauren Stephens (Cylance) et Katrin Garfoot (UniSA-Australie). 

## Équipes
| Équipes féminines professionnelles (10)- Wiggle High5 - Alé Cipollini - Cylance - Tibco-Silicon Valley Bank - Sho-Air Twenty20 - Virtu - Bepink - WaowDeals - Trek-Drops - Mitchelton-Scott Équipe nationale- Nouvelle-Zélande Équipe nationale sponsorisée- UniSA-Australia Équipe féminines amateur (2)- Holden Team Gusto racing - TIS Racing Équipes régionales et de clubs (2)- Specialized Women's Racing - Sydney Uni-Staminade Women's |
| |

## Étapes
Le Santos Women's Tour se dispute sur quatre étapes pour un total de 376,1 km.
| Étape     | Date     | Villes étapes                       | type            | Distance (km) | Vainqueur d'étape | Leader du classement général |
| --------- | -------- | ----------------------------------- | --------------- | ------------- | ----------------- | ---------------------------- |
| 1re étape | 11 janv. | Gumeracha – Gumeracha               | étape vallonnée | 115,7         | Annette Edmondson | Annette Edmondson            |
| 2e étape  | 12 janv. | Lyndoch – Mengler Hill              | étape vallonnée | 101,2         | Katrin Garfoot    | Katrin Garfoot               |
| 3e étape  | 13 janv. | The Bend Motorsport Park – Hahndorf | étape vallonnée | 121,1         | Amanda Spratt     | Amanda Spratt                |
| 4e étape  | 14 janv. | Adélaïde – Adélaïde                 | étape de plaine | 46            | Chloe Hosking     | Amanda Spratt                |

## Déroulement de la course

### 1reétape
Malgré la présence de la côte de Cyanide, avec une pente à 11 %, et les attaques de Sabrina Stultiens, l'étape se finit au sprint. Annette Edmondson s'impose assez largement devant son ancienne coéquipière Giorgia Bronzini et Lauretta Hanson.
| \| Classement de l'étape \| Classement de l'étape \| Classement de l'étape \| Classement de l'étape \| Classement de l'étape \| \| Coureuse \| Coureuse \| Pays \| Équipe \| Temps \| \| --------------------- \| ----------------------- \| --------------------- \| --------------------- \| --------------------- \| \| 1re \| Annette Edmondson \| Australie \| Wiggle High5 \| 3 h 08 min 53 s \| \| 2e \| Giorgia Bronzini \| Italie \| Cylance \| + 0 s \| \| 3e \| Lauretta Hanson \| Australie \| UniSA-Australia \| + 0 s \| \| 4e \| Sarah Roy \| Australie \| Mitchelton-Scott \| + 0 s \| \| 5e \| Emilie Moberg \| Norvège \| Virtu Cycling Women \| + 0 s \| \| 6e \| Chloe Hosking \| Australie \| Alé Cipollini \| + 0 s \| \| 7e \| Maria Vittoria Sperotto \| Italie \| Bepink \| + 0 s \| \| 8e \| Kristina Clonan \| Australie \| TIS Racing \| + 0 s \| \| 9e \| Barbara Guarischi \| Italie \| Virtu Cycling Women \| + 0 s \| \| 10e \| Georgia Baker \| Australie \| TIS Racing \| + 0 s \| |                         |           |                     |                 |
| |                         |           |                     |                 |
| |                         |           |                     |                 |
| Classement de l'étape |                         |           |                     |                 |
| Coureuse | Coureuse                | Pays      | Équipe              | Temps           |
| 1re | Annette Edmondson       | Australie | Wiggle High5        | 3 h 08 min 53 s |
| 2e | Giorgia Bronzini        | Italie    | Cylance             | + 0 s           |
| 3e | Lauretta Hanson         | Australie | UniSA-Australia     | + 0 s           |
| 4e | Sarah Roy               | Australie | Mitchelton-Scott    | + 0 s           |
| 5e | Emilie Moberg           | Norvège   | Virtu Cycling Women | + 0 s           |
| 6e | Chloe Hosking           | Australie | Alé Cipollini       | + 0 s           |
| 7e | Maria Vittoria Sperotto | Italie    | Bepink              | + 0 s           |
| 8e | Kristina Clonan         | Australie | TIS Racing          | + 0 s           |
| 9e | Barbara Guarischi       | Italie    | Virtu Cycling Women | + 0 s           |
| 10e | Georgia Baker           | Australie | TIS Racing          | + 0 s           |

| \| Classement général \| Classement général \| Classement général \| Classement général \| Classement général \| \| Coureuse \| Coureuse \| Pays \| Équipe \| Temps \| \| ------------------ \| ----------------------- \| ------------------ \| ------------------- \| ------------------ \| \| 1re \| Annette Edmondson \| Australie \| Wiggle High5 \| 3 h 08 min 41 s \| \| 2e \| Giorgia Bronzini \| Italie \| Cylance \| + 6 s \| \| 3e \| Lauretta Hanson \| Australie \| UniSA-Australia \| + 8 s \| \| 4e \| Chloe Hosking \| Australie \| Alé Cipollini \| + 9 s \| \| 5e \| Emilie Moberg \| Norvège \| Virtu Cycling Women \| + 11 s \| \| 6e \| Sarah Roy \| Australie \| Mitchelton-Scott \| + 12 s \| \| 7e \| Maria Vittoria Sperotto \| Italie \| Bepink \| + 12 s \| \| 8e \| Kristina Clonan \| Australie \| TIS Racing \| + 12 s \| \| 9e \| Barbara Guarischi \| Italie \| Virtu Cycling Women \| + 12 s \| \| 10e \| Georgia Baker \| Australie \| TIS Racing \| + 12 s \| |                         |           |                     |                 |
| |                         |           |                     |                 |
| |                         |           |                     |                 |
| Classement général |                         |           |                     |                 |
| Coureuse | Coureuse                | Pays      | Équipe              | Temps           |
| 1re | Annette Edmondson       | Australie | Wiggle High5        | 3 h 08 min 41 s |
| 2e | Giorgia Bronzini        | Italie    | Cylance             | + 6 s           |
| 3e | Lauretta Hanson         | Australie | UniSA-Australia     | + 8 s           |
| 4e | Chloe Hosking           | Australie | Alé Cipollini       | + 9 s           |
| 5e | Emilie Moberg           | Norvège   | Virtu Cycling Women | + 11 s          |
| 6e | Sarah Roy               | Australie | Mitchelton-Scott    | + 12 s          |
| 7e | Maria Vittoria Sperotto | Italie    | Bepink              | + 12 s          |
| 8e | Kristina Clonan         | Australie | TIS Racing          | + 12 s          |
| 9e | Barbara Guarischi       | Italie    | Virtu Cycling Women | + 12 s          |
| 10e | Georgia Baker           | Australie | TIS Racing          | + 12 s          |

### 2eétape
Le circuit de la deuxième emprunte la côte de Menglers Hill, longue de 2,5 km et avec une pente moyenne de 6,8 %. Le peloton reste groupé sous l'impulsion des équipes Mitchelton-Scott et Virtu. L'étape se décide donc dans l'ascension finale. Katrin Garfoot devance au sprint Lucy Kennedy. Amanda Spratt est troisième huit secondes plus loin. Katrin Garfoot prend la tête de l'épreuve.
| \| Classement de l'étape \| Classement de l'étape \| Classement de l'étape \| Classement de l'étape \| Classement de l'étape \| \| Coureuse \| Coureuse \| Pays \| Équipe \| Temps \| \| --------------------- \| --------------------- \| --------------------- \| -------------------------- \| --------------------- \| \| 1re \| Katrin Garfoot \| Australie \| UniSA-Australia \| 2 h 43 min 43 s \| \| 2e \| Lucy Kennedy \| Australie \| Mitchelton-Scott \| + 0 s \| \| 3e \| Amanda Spratt \| Australie \| Mitchelton-Scott \| + 8 s \| \| 4e \| Annemiek van Vleuten \| Pays-Bas \| Mitchelton-Scott \| + 15 s \| \| 5e \| Kate McIlroy \| Nouvelle-Zélande \| Specialized women's racing \| + 16 s \| \| 6e \| Shannon Malseed \| Australie \| Tibco-Silicon Valley Bank \| + 21 s \| \| 7e \| Lauren Stephens \| États-Unis \| Cylance \| + 21 s \| \| 8e \| Kathrin Hammes \| Allemagne \| Trek-Drops \| + 51 s \| \| 9e \| Taryn Heather \| Australie \| \| + 51 s \| \| 10e \| Grace Brown \| Australie \| Holden Team Gusto racing \| + 51 s \| |                      |                  |                            |                 |
| |                      |                  |                            |                 |
| |                      |                  |                            |                 |
| Classement de l'étape |                      |                  |                            |                 |
| Coureuse | Coureuse             | Pays             | Équipe                     | Temps           |
| 1re | Katrin Garfoot       | Australie        | UniSA-Australia            | 2 h 43 min 43 s |
| 2e | Lucy Kennedy         | Australie        | Mitchelton-Scott           | + 0 s           |
| 3e | Amanda Spratt        | Australie        | Mitchelton-Scott           | + 8 s           |
| 4e | Annemiek van Vleuten | Pays-Bas         | Mitchelton-Scott           | + 15 s          |
| 5e | Kate McIlroy         | Nouvelle-Zélande | Specialized women's racing | + 16 s          |
| 6e | Shannon Malseed      | Australie        | Tibco-Silicon Valley Bank  | + 21 s          |
| 7e | Lauren Stephens      | États-Unis       | Cylance                    | + 21 s          |
| 8e | Kathrin Hammes       | Allemagne        | Trek-Drops                 | + 51 s          |
| 9e | Taryn Heather        | Australie        |                            | + 51 s          |
| 10e | Grace Brown          | Australie        | Holden Team Gusto racing   | + 51 s          |

| \| Classement général \| Classement général \| Classement général \| Classement général \| Classement général \| \| Coureuse \| Coureuse \| Pays \| Équipe \| Temps \| \| ------------------ \| -------------------- \| ------------------ \| -------------------------- \| ------------------ \| \| 1re \| Katrin Garfoot \| Australie \| UniSA-Australia \| 5 h 52 min 26 s \| \| 2e \| Lucy Kennedy \| Australie \| Mitchelton-Scott \| + 4 s \| \| 3e \| Amanda Spratt \| Australie \| Mitchelton-Scott \| + 14 s \| \| 4e \| Annemiek van Vleuten \| Pays-Bas \| Mitchelton-Scott \| + 25 s \| \| 5e \| Kate McIlroy \| Nouvelle-Zélande \| Specialized women's racing \| + 26 s \| \| 6e \| Lauren Stephens \| États-Unis \| Cylance \| + 31 s \| \| 7e \| Shannon Malseed \| Australie \| Tibco-Silicon Valley Bank \| + 31 s \| \| 8e \| Taryn Heather \| Australie \| \| + 1 min 01 s \| \| 9e \| Grace Brown \| Australie \| Holden Team Gusto racing \| + 1 min 01 s \| \| 10e \| Kathrin Hammes \| Allemagne \| Trek-Drops \| + 1 min 01 s \| |                      |                  |                            |                 |
| |                      |                  |                            |                 |
| |                      |                  |                            |                 |
| Classement général |                      |                  |                            |                 |
| Coureuse | Coureuse             | Pays             | Équipe                     | Temps           |
| 1re | Katrin Garfoot       | Australie        | UniSA-Australia            | 5 h 52 min 26 s |
| 2e | Lucy Kennedy         | Australie        | Mitchelton-Scott           | + 4 s           |
| 3e | Amanda Spratt        | Australie        | Mitchelton-Scott           | + 14 s          |
| 4e | Annemiek van Vleuten | Pays-Bas         | Mitchelton-Scott           | + 25 s          |
| 5e | Kate McIlroy         | Nouvelle-Zélande | Specialized women's racing | + 26 s          |
| 6e | Lauren Stephens      | États-Unis       | Cylance                    | + 31 s          |
| 7e | Shannon Malseed      | Australie        | Tibco-Silicon Valley Bank  | + 31 s          |
| 8e | Taryn Heather        | Australie        |                            | + 1 min 01 s    |
| 9e | Grace Brown          | Australie        | Holden Team Gusto racing   | + 1 min 01 s    |
| 10e | Kathrin Hammes       | Allemagne        | Trek-Drops                 | + 1 min 01 s    |

### 3eétape
Linda Villumsen mène une longue échappée et compte jusqu'à cinq minutes d'avance. Dans le final, Amanda Spratt et Lauren Stephens s'échappent. Elles reviennent ensuite sur la Néo-Zélandaise puis profitent de l'ascension de Comet Mine pour la lâcher. Dans la dernière ligne droite, elle aussi en pente, Amanda Spratt devance Lauren Stephens et s'empare de la tête du classement général.
| \| Classement de l'étape \| Classement de l'étape \| Classement de l'étape \| Classement de l'étape \| Classement de l'étape \| \| Coureuse \| Coureuse \| Pays \| Équipe \| Temps \| \| --------------------- \| --------------------- \| --------------------- \| ------------------------- \| --------------------- \| \| 1re \| Amanda Spratt \| Australie \| Mitchelton-Scott \| 3 h 47 min 24 s \| \| 2e \| Lauren Stephens \| États-Unis \| Cylance \| + 7 s \| \| 3e \| Grace Brown \| Australie \| Holden Team Gusto racing \| + 59 s \| \| 4e \| Katrin Garfoot \| Australie \| \| + 1 min 32 s \| \| 5e \| Lucy Kennedy \| Australie \| Mitchelton-Scott \| + 1 min 34 s \| \| 6e \| Emma Grant \| Royaume-Uni \| Tibco-Silicon Valley Bank \| + 1 min 34 s \| \| 7e \| Mikayla Harvey \| Nouvelle-Zélande \| Nouvelle-Zélande \| + 1 min 38 s \| \| 8e \| Grace Anderson \| Nouvelle-Zélande \| Nouvelle-Zélande \| + 1 min 40 s \| \| 9e \| Chloe Hosking \| Australie \| Alé Cipollini \| + 1 min 40 s \| \| 10e \| Marlies Mejías \| Cuba \| Sho-Air Twenty20 \| + 1 min 40 s \| |                 |                  |                           |                 |
| |                 |                  |                           |                 |
| |                 |                  |                           |                 |
| Classement de l'étape |                 |                  |                           |                 |
| Coureuse | Coureuse        | Pays             | Équipe                    | Temps           |
| 1re | Amanda Spratt   | Australie        | Mitchelton-Scott          | 3 h 47 min 24 s |
| 2e | Lauren Stephens | États-Unis       | Cylance                   | + 7 s           |
| 3e | Grace Brown     | Australie        | Holden Team Gusto racing  | + 59 s          |
| 4e | Katrin Garfoot  | Australie        |                           | + 1 min 32 s    |
| 5e | Lucy Kennedy    | Australie        | Mitchelton-Scott          | + 1 min 34 s    |
| 6e | Emma Grant      | Royaume-Uni      | Tibco-Silicon Valley Bank | + 1 min 34 s    |
| 7e | Mikayla Harvey  | Nouvelle-Zélande | Nouvelle-Zélande          | + 1 min 38 s    |
| 8e | Grace Anderson  | Nouvelle-Zélande | Nouvelle-Zélande          | + 1 min 40 s    |
| 9e | Chloe Hosking   | Australie        | Alé Cipollini             | + 1 min 40 s    |
| 10e | Marlies Mejías  | Cuba             | Sho-Air Twenty20          | + 1 min 40 s    |

| \| Classement général \| Classement général \| Classement général \| Classement général \| Classement général \| \| Coureuse \| Coureuse \| Pays \| Équipe \| Temps \| \| ------------------ \| -------------------- \| ------------------ \| -------------------------- \| ------------------ \| \| 1re \| Amanda Spratt \| Australie \| Mitchelton-Scott \| 9 h 39 min 52 s \| \| 2e \| Lauren Stephens \| États-Unis \| Cylance \| + 29 s \| \| 3e \| Katrin Garfoot \| Australie \| UniSA-Australia \| + 1 min 30 s \| \| 4e \| Lucy Kennedy \| Australie \| Mitchelton-Scott \| + 1 min 36 s \| \| 5e \| Grace Brown \| Australie \| Holden Team Gusto racing \| + 1 min 54 s \| \| 6e \| Annemiek van Vleuten \| Pays-Bas \| Mitchelton-Scott \| + 2 min 07 s \| \| 7e \| Shannon Malseed \| Australie \| Tibco-Silicon Valley Bank \| + 2 min 09 s \| \| 8e \| Kate McIlroy \| Nouvelle-Zélande \| Specialized women's racing \| + 2 min 25 s \| \| 9e \| Grace Anderson \| Nouvelle-Zélande \| Nouvelle-Zélande \| + 2 min 42 s \| \| 10e \| Emma Grant \| Royaume-Uni \| Tibco-Silicon Valley Bank \| + 2 min 46 s \| |                      |                  |                            |                 |
| |                      |                  |                            |                 |
| |                      |                  |                            |                 |
| Classement général |                      |                  |                            |                 |
| Coureuse | Coureuse             | Pays             | Équipe                     | Temps           |
| 1re | Amanda Spratt        | Australie        | Mitchelton-Scott           | 9 h 39 min 52 s |
| 2e | Lauren Stephens      | États-Unis       | Cylance                    | + 29 s          |
| 3e | Katrin Garfoot       | Australie        | UniSA-Australia            | + 1 min 30 s    |
| 4e | Lucy Kennedy         | Australie        | Mitchelton-Scott           | + 1 min 36 s    |
| 5e | Grace Brown          | Australie        | Holden Team Gusto racing   | + 1 min 54 s    |
| 6e | Annemiek van Vleuten | Pays-Bas         | Mitchelton-Scott           | + 2 min 07 s    |
| 7e | Shannon Malseed      | Australie        | Tibco-Silicon Valley Bank  | + 2 min 09 s    |
| 8e | Kate McIlroy         | Nouvelle-Zélande | Specialized women's racing | + 2 min 25 s    |
| 9e | Grace Anderson       | Nouvelle-Zélande | Nouvelle-Zélande           | + 2 min 42 s    |
| 10e | Emma Grant           | Royaume-Uni      | Tibco-Silicon Valley Bank  | + 2 min 46 s    |

### 4eétape
Le critérium de la dernière étape est marqué par la chute d'Amanda Spratt, qui peut toutefois remonter à vélo et revenir dans le peloton. Comme attendu, un sprint vient conclure l'étape. Chloe Hosking s'impose devant Giorgia Bronzini et Annette Edmondson.
| \| Classement de l'étape \| Classement de l'étape \| Classement de l'étape \| Classement de l'étape \| Classement de l'étape \| \| Coureuse \| Coureuse \| Pays \| Équipe \| Temps \| \| --------------------- \| ----------------------- \| --------------------- \| ------------------------- \| --------------------- \| \| 1re \| Chloe Hosking \| Australie \| Alé Cipollini \| 1 h 07 min 29 s \| \| 2e \| Giorgia Bronzini \| Italie \| Cylance \| + 0 s \| \| 3e \| Annette Edmondson \| Australie \| Wiggle High5 \| + 0 s \| \| 4e \| Abigail Van Twisk \| Royaume-Uni \| Trek-Drops \| + 0 s \| \| 5e \| Maria Vittoria Sperotto \| Italie \| Bepink \| + 0 s \| \| 6e \| Emilie Moberg \| Norvège \| Virtu Cycling Women \| + 0 s \| \| 7e \| Jelena Erić \| Serbie \| Cylance \| + 0 s \| \| 8e \| Sarah Roy \| Australie \| Mitchelton-Scott \| + 0 s \| \| 9e \| Alison Jackson \| Canada \| Tibco-Silicon Valley Bank \| + 0 s \| \| 10e \| Marlies Mejías \| Cuba \| Sho-Air Twenty20 \| + 0 s \| |                         |             |                           |                 |
| |                         |             |                           |                 |
| |                         |             |                           |                 |
| Classement de l'étape |                         |             |                           |                 |
| Coureuse | Coureuse                | Pays        | Équipe                    | Temps           |
| 1re | Chloe Hosking           | Australie   | Alé Cipollini             | 1 h 07 min 29 s |
| 2e | Giorgia Bronzini        | Italie      | Cylance                   | + 0 s           |
| 3e | Annette Edmondson       | Australie   | Wiggle High5              | + 0 s           |
| 4e | Abigail Van Twisk       | Royaume-Uni | Trek-Drops                | + 0 s           |
| 5e | Maria Vittoria Sperotto | Italie      | Bepink                    | + 0 s           |
| 6e | Emilie Moberg           | Norvège     | Virtu Cycling Women       | + 0 s           |
| 7e | Jelena Erić             | Serbie      | Cylance                   | + 0 s           |
| 8e | Sarah Roy               | Australie   | Mitchelton-Scott          | + 0 s           |
| 9e | Alison Jackson          | Canada      | Tibco-Silicon Valley Bank | + 0 s           |
| 10e | Marlies Mejías          | Cuba        | Sho-Air Twenty20          | + 0 s           |

## Classements finals

### Classement général final
| \| Classement général \| Classement général \| Classement général \| Classement général \| Classement général \| \| Coureuse \| Coureuse \| Pays \| Équipe \| Temps \| \| ------------------ \| -------------------- \| ------------------ \| -------------------------- \| ------------------ \| \| 1re \| Amanda Spratt \| Australie \| Mitchelton-Scott \| 10 h 47 min 21 s \| \| 2e \| Lauren Stephens \| États-Unis \| Cylance \| + 41 s \| \| 3e \| Katrin Garfoot \| Australie \| UniSA-Australia \| + 1 min 21 s \| \| 4e \| Lucy Kennedy \| Australie \| Mitchelton-Scott \| + 1 min 36 s \| \| 5e \| Grace Brown \| Australie \| Holden Team Gusto racing \| + 1 min 54 s \| \| 6e \| Annemiek van Vleuten \| Pays-Bas \| Mitchelton-Scott \| + 2 min 07 s \| \| 7e \| Shannon Malseed \| Australie \| Tibco-Silicon Valley Bank \| + 2 min 09 s \| \| 8e \| Kate McIlroy \| Nouvelle-Zélande \| Specialized women's racing \| + 2 min 25 s \| \| 9e \| Grace Anderson \| Nouvelle-Zélande \| Nouvelle-Zélande \| + 2 min 42 s \| \| 10e \| Emma Grant \| Royaume-Uni \| Tibco-Silicon Valley Bank \| + 2 min 46 s \| |                      |                  |                            |                  |
| |                      |                  |                            |                  |
| Source : ProCyclingStats |                      |                  |                            |                  |
| Classement général |                      |                  |                            |                  |
| Coureuse | Coureuse             | Pays             | Équipe                     | Temps            |
| 1re | Amanda Spratt        | Australie        | Mitchelton-Scott           | 10 h 47 min 21 s |
| 2e | Lauren Stephens      | États-Unis       | Cylance                    | + 41 s           |
| 3e | Katrin Garfoot       | Australie        | UniSA-Australia            | + 1 min 21 s     |
| 4e | Lucy Kennedy         | Australie        | Mitchelton-Scott           | + 1 min 36 s     |
| 5e | Grace Brown          | Australie        | Holden Team Gusto racing   | + 1 min 54 s     |
| 6e | Annemiek van Vleuten | Pays-Bas         | Mitchelton-Scott           | + 2 min 07 s     |
| 7e | Shannon Malseed      | Australie        | Tibco-Silicon Valley Bank  | + 2 min 09 s     |
| 8e | Kate McIlroy         | Nouvelle-Zélande | Specialized women's racing | + 2 min 25 s     |
| 9e | Grace Anderson       | Nouvelle-Zélande | Nouvelle-Zélande           | + 2 min 42 s     |
| 10e | Emma Grant           | Royaume-Uni      | Tibco-Silicon Valley Bank  | + 2 min 46 s     |

### Classements annexes

#### Classement de la montagne
| Classement de la montagne | Classement de la montagne | Classement de la montagne | Classement de la montagne  | Classement de la montagne |
| Coureuse                  | Coureuse                  | Pays                      | Équipe                     | Points                    |
| ------------------------- | ------------------------- | ------------------------- | -------------------------- | ------------------------- |
| 1re                       | Amanda Spratt             | Australie                 | Mitchelton-Scott           | 24 pts                    |
| 2e                        | Katrin Garfoot            | Australie                 | UniSA-Australia            | 22 pts                    |
| 3e                        | Annemiek van Vleuten      | Pays-Bas                  | Mitchelton-Scott           | 13 pts                    |
| 4e                        | Lauren Stephens           | États-Unis                | Cylance                    | 12 pts                    |
| 5e                        | Lucy Kennedy              | Australie                 | Mitchelton-Scott           | 12 pts                    |
| 6e                        | Kate McIlroy              | Nouvelle-Zélande          | Specialized women's racing | 11 pts                    |
| 7e                        | Grace Brown               | Australie                 | Holden Team Gusto racing   | 8 pts                     |
| 8e                        | Emma Grant                | Royaume-Uni               | Tibco-Silicon Valley Bank  | 6 pts                     |
| 9e                        | Roxane Knetemann          | Pays-Bas                  | Alé Cipollini              | 2 pts                     |

#### Classement des sprints
| Classement des sprints | Classement des sprints | Classement des sprints | Classement des sprints | Classement des sprints |
| Coureuse               | Coureuse               | Pays                   | Équipe                 | Points                 |
| ---------------------- | ---------------------- | ---------------------- | ---------------------- | ---------------------- |
| 1re                    | Katrin Garfoot         | Australie              | UniSA-Australia        | 42 pts                 |
| 2e                     | Annette Edmondson      | Australie              | Wiggle High5           | 31 pts                 |
| 3e                     | Chloe Hosking          | Australie              | Alé Cipollini          | 28 pts                 |
| 4e                     | Amanda Spratt          | Australie              | Mitchelton-Scott       | 27 pts                 |
| 5e                     | Giorgia Bronzini       | Italie                 | Cylance                | 24 pts                 |
| 6e                     | Lauren Stephens        | États-Unis             | Cylance                | 19 pts                 |
| 7e                     | Lucy Kennedy           | Australie              | Mitchelton-Scott       | 17 pts                 |
| 8e                     | Emilie Moberg          | Norvège                | Virtu Cycling Women    | 14 pts                 |
| 9e                     | Abigail Van Twisk      | Royaume-Uni            | Trek-Drops             | 12 pts                 |
| 10e                    | Linda Villumsen        | Nouvelle-Zélande       | Virtu Cycling Women    | 10 pts                 |

#### Classement de la meilleure jeune
| Classement du meilleur jeune | Classement du meilleur jeune | Classement du meilleur jeune | Classement du meilleur jeune               | Classement du meilleur jeune |
| Coureuse                     | Coureuse                     | Pays                         | Équipe                                     | Temps                        |
| ---------------------------- | ---------------------------- | ---------------------------- | ------------------------------------------ | ---------------------------- |
| 1re                          | Grace Anderson               | Nouvelle-Zélande             | Nouvelle-Zélande                           | 10 h 50 min 03 s             |
| 2e                           | Mikayla Harvey               | Nouvelle-Zélande             | Nouvelle-Zélande                           | + 12 s                       |
| 3e                           | Abigail Van Twisk            | Royaume-Uni                  | Trek-Drops                                 | + 42 s                       |
| 4e                           | Deborah Paine                | Nouvelle-Zélande             | Nouvelle-Zélande                           | + 1 min 38 s                 |
| 5e                           | Maeve Plouffe                | Australie                    |                                            | + 1 min 57 s                 |
| 6e                           | Alexandra Manly              | Australie                    | Mitchelton-Scott                           | + 2 min 28 s                 |
| 7e                           | Jeanne Korevaar              | Pays-Bas                     | WaowDeals                                  | + 2 min 28 s                 |
| 8e                           | Amanda Jamieson              | Nouvelle-Zélande             | Maaslandster International Women's Cycling | + 2 min 44 s                 |
| 9e                           | Rachele Barbieri             | Italie                       | Wiggle High5                               | + 4 min 07 s                 |
| 10e                          | Maria Vittoria Sperotto      | Italie                       | Bepink                                     | + 13 min 12 s                |

### Points UCI
| Position           | 1er | 2e | 3e | 4e | 5e | 6e | 7e | 8e | 9e | 10e | 11e | 12e | 13e à 15e | 16e à 25e |
| Classement général | 125 | 85 | 70 | 60 | 50 | 40 | 35 | 30 | 25 | 20  | 15  | 10  | 5         | 3         |
| Par étape          | 16  | 12 | 8  | 6  | 5  | 4  | 3  | 2  |    |     |     |     |           |           |
| Leader, par étape  | 3   |    |    |    |    |    |    |    |    |     |     |     |           |           |

## Liste des participantes
| Mitchelton-Scott MTS | Mitchelton-Scott MTS       | Mitchelton-Scott MTS |
| -------------------- | -------------------------- | -------------------- |
| Num                  | Coureuse                   | Pos                  |
| 1                    | Amanda Spratt (AUS)        | 1re                  |
| 2                    | Annemiek van Vleuten (NED) | 6e                   |
| 3                    | Sarah Roy (AUS)            | 44e                  |
| 4                    | Jessica Allen (AUS)        | 46e                  |
| 5                    | Lucy Kennedy (AUS)         | 4e                   |
| 6                    | Alexandra Manly (AUS)      | 35e                  |

| WaowDeals WAD | WaowDeals WAD            | WaowDeals WAD |
| ------------- | ------------------------ | ------------- |
| Num           | Coureuse                 | Pos           |
| 11            | Jeanne Korevaar (NED)    | 36e           |
| 12            | Anouska Koster (NED)     | 34e           |
| 13            | Riejanne Markus (NED)    | 40e           |
| 14            | Sabrina Stultiens (NED)  | NP-2          |
| 15            | Monique van de Ree (NED) | NP-2          |
| 16            | Rotem Gafinovitz (ISR)   | AB-2          |

| Wiggle High5 WHT | Wiggle High5 WHT           | Wiggle High5 WHT |
| ---------------- | -------------------------- | ---------------- |
| Num              | Coureuse                   | Pos              |
| 21               | Annette Edmondson (AUS)    | 31e              |
| 22               | Amy Cure (AUS)             | 20e              |
| 23               | Audrey Cordon-Ragot (FRA)  | 24e              |
| 24               | Eri Yonamine (JPN) (route) | 42e              |
| 25               | Macey Stewart (AUS)        | NP-2             |
| 26               | Rachele Barbieri (ITA)     | 47e              |

| Alé Cipollini ALE | Alé Cipollini ALE      | Alé Cipollini ALE |
| ----------------- | ---------------------- | ----------------- |
| Num               | Coureuse               | Pos               |
| 31                | Chloe Hosking (AUS)    | 14e               |
| 32                | Soraya Paladin (ITA)   | 48e               |
| 33                | Anna Trevisi (ITA)     | AB-1              |
| 34                | Roxane Knetemann (NED) | 18e               |
| 35                | Mayuko Hagiwara (JPN)  | AB-1              |
| 36                | Karlijn Swinkels (NED) | 57e               |

| Cylance CPC | Cylance CPC             | Cylance CPC |
| ----------- | ----------------------- | ----------- |
| Num         | Coureuse                | Pos         |
| 41          | Giorgia Bronzini (ITA)  | 26e         |
| 42          | Marta Tagliaferro (ITA) | 55e         |
| 43          | Rossella Ratto (ITA)    | NP-2        |
| 44          | Lauren Stephens (USA)   | 2e          |
| 45          | Jelena Erić (SRB)       | 72e         |
| 46          | Holly Breck (USA)       | 66e         |

| Bepink BPK | Bepink BPK                    | Bepink BPK |
| ---------- | ----------------------------- | ---------- |
| Num        | Coureuse                      | Pos        |
| 51         | Silvia Valsecchi (ITA)        | 74e        |
| 52         | Francesca Pattaro (ITA)       | 67e        |
| 53         | Katia Ragusa (ITA)            | AB-3       |
| 54         | Maria Vittoria Sperotto (ITA) | 56e        |
| 55         | Erica Magnaldi (ITA)          | 21e        |
| 56         | Lisa Morzenti (ITA)           | HD-1       |

| Trek-Drops DRP | Trek-Drops DRP          | Trek-Drops DRP |
| -------------- | ----------------------- | -------------- |
| Num            | Coureuse                | Pos            |
| 61             | Eva Buurman (NED)       | 22e            |
| 62             | Kathrin Hammes (GER)    | 12e            |
| 63             | Annasley Park (GBR)     | 75e            |
| 64             | Abigail Van Twisk (GBR) | 17e            |
| 65             | Molly Weaver (GBR)      | NP-4           |
| 66             | Tayler Wiles (USA)      | NP-4           |

| Tibco-Silicon Valley Bank TIB | Tibco-Silicon Valley Bank TIB | Tibco-Silicon Valley Bank TIB |
| ----------------------------- | ----------------------------- | ----------------------------- |
| Num                           | Coureuse                      | Pos                           |
| 71                            | Shannon Malseed (AUS) (route) | 7e                            |
| 72                            | Kathryn Buss (USA)            | 54e                           |
| 73                            | Emma Grant (GBR)              | 10e                           |
| 74                            | Alison Jackson (CAN)          | 27e                           |
| 75                            | Alice Cobb (GBR)              | 63e                           |
| 76                            | Kendall Ryan (USA)            | 70e                           |

| Sho-Air Twenty20 T20 | Sho-Air Twenty20 T20    | Sho-Air Twenty20 T20 |
| -------------------- | ----------------------- | -------------------- |
| Num                  | Coureuse                | Pos                  |
| 81                   | Erica Clevenger (USA)   | 43e                  |
| 82                   | Danielle Morshead (USA) | 73e                  |
| 83                   | Marlies Mejías (CUB)    | 28e                  |
| 84                   | Shayna Powless (USA)    | 25e                  |
| 85                   | Scotti Wilborne (USA)   | 33e                  |
| 86                   | Margot Clyne (USA)      | 60e                  |

| Virtu Cycling Women TVC | Virtu Cycling Women TVC   | Virtu Cycling Women TVC |
| ----------------------- | ------------------------- | ----------------------- |
| Num                     | Coureuse                  | Pos                     |
| 91                      | Barbara Guarischi (ITA)   | 61e                     |
| 92                      | Emilie Moberg (NOR)       | 51e                     |
| 93                      | Katarzyna Pawłowska (POL) | 15e                     |
| 94                      | Linda Villumsen (NZL)     | 16e                     |
| 95                      | Louise Norman Hansen      | 68e                     |
| 96                      | Trine Schmidt (DEN)       | 52e                     |

| Nouvelle-Zélande NZL | Nouvelle-Zélande NZL | Nouvelle-Zélande NZL |
| -------------------- | -------------------- | -------------------- |
| Num                  | Coureuse             | Pos                  |
| 101                  | Grace Anderson       | 9e                   |
| 102                  | Mikayla Harvey       | 13e                  |
| 103                  | Lydia Rippon         | AB-3                 |
| 104                  | Kate Smith           | HD-1                 |
| 105                  | Rylee McMullen       | 69e                  |
| 106                  | Deborah Paine        | 30e                  |

| Maaslandster International Women's Cycling ___ | Maaslandster International Women's Cycling ___ | Maaslandster International Women's Cycling ___ |
| ---------------------------------------------- | ---------------------------------------------- | ---------------------------------------------- |
| Num                                            | Coureuse                                       | Pos                                            |
| 111                                            | Désirée Ehrler (SUI)                           | AB-2                                           |
| 112                                            | Bronwyn Macgregor (NZL)                        | 50e                                            |
| 113                                            | Tsubasa Makise (JPN)                           | HD-1                                           |
| 114                                            | Amanda Jamieson (NZL)                          | 37e                                            |
| 115                                            | Serene Lee (SGP)                               | AB-3                                           |
| 116                                            | Yasue Nakahara (JPN)                           | HD-3                                           |

| UniSA-Australia AUS | UniSA-Australia AUS    | UniSA-Australia AUS |
| ------------------- | ---------------------- | ------------------- |
| Num                 | Coureuse               | Pos                 |
| 121                 | Katrin Garfoot (AUS)   | 3e                  |
| 122                 | Shara Gillow (AUS)     | NP-2                |
| 123                 | Rachel Neylan (AUS)    | 38e                 |
| 124                 | Tiffany Cromwell (AUS) | 49e                 |
| 125                 | Lauren Kitchen (AUS)   | 23e                 |
| 126                 | Lauretta Hanson (AUS)  | 53e                 |

| Holden Team Gusto racing ___ | Holden Team Gusto racing ___ | Holden Team Gusto racing ___ |
| ---------------------------- | ---------------------------- | ---------------------------- |
| Num                          | Coureuse                     | Pos                          |
| 131                          | Erin Kinnealy (AUS)          | AB-2                         |
| 132                          | Kimberley Wells (AUS)        | AB-3                         |
| 133                          | Carlee Taylor (AUS)          | 59e                          |
| 134                          | Grace Brown (AUS)            | 5e                           |
| 135                          | Nicola Macdonald (AUS)       | AB-2                         |
| 136                          | Rebecca Wiasak (AUS)         | AB-1                         |

| Specialized women's racing ___ | Specialized women's racing ___ | Specialized women's racing ___ |
| ------------------------------ | ------------------------------ | ------------------------------ |
| Num                            | Coureuse                       | Pos                            |
| 141                            | Kate McIlroy (NZL)             | 8e                             |
| 142                            | Sharlotte Lucas (NZL)          | 19e                            |
| 143                            | Ashlee Ankudinoff (AUS)        | 41e                            |
| 144                            | Ella Bloor (AUS)               | 62e                            |
| 145                            | Lucy Bechtel (AUS)             | 45e                            |

| Sans équipe ___ | Sans équipe ___     | Sans équipe ___ |
| --------------- | ------------------- | --------------- |
| Num             | Coureuse            | Pos             |
| 146             | Taryn Heather (AUS) | 11e             |

| TIS Racing ___ | TIS Racing ___         | TIS Racing ___ |
| -------------- | ---------------------- | -------------- |
| Num            | Coureuse               | Pos            |
| 151            | Georgia Baker (AUS)    | 29e            |
| 153            | Kristina Clonan (AUS)  | 58e            |
| 154            | Maeve Plouffe (AUS)    | 32e            |
| 155            | Breanna Hargrave (AUS) | AB-3           |
| 156            | Jessica Mundy (AUS)    | 39e            |

| Sydney Uni-Staminade ___ | Sydney Uni-Staminade ___ | Sydney Uni-Staminade ___ |
| ------------------------ | ------------------------ | ------------------------ |
| Num                      | Coureuse                 | Pos                      |
| 161                      | Megan Scott (AUS)        | 65e                      |
| 162                      | Angela Smith (AUS)       | 71e                      |
| 163                      | Jade Colligan (AUS)      | AB-1                     |
| 164                      | Chloe Heffernan (AUS)    | AB-1                     |
| 165                      | Gina Ricardo (AUS)       | 76e                      |
| 166                      | Georgia Whitehouse (AUS) | 64e                      |

| Mitchelton-Scott MTS | Mitchelton-Scott MTS       | Mitchelton-Scott MTS |
| -------------------- | -------------------------- | -------------------- |
| Num                  | Coureuse                   | Pos                  |
| 1                    | Amanda Spratt (AUS)        | 1re                  |
| 2                    | Annemiek van Vleuten (NED) | 6e                   |
| 3                    | Sarah Roy (AUS)            | 44e                  |
| 4                    | Jessica Allen (AUS)        | 46e                  |
| 5                    | Lucy Kennedy (AUS)         | 4e                   |
| 6                    | Alexandra Manly (AUS)      | 35e                  |

| WaowDeals WAD | WaowDeals WAD            | WaowDeals WAD |
| ------------- | ------------------------ | ------------- |
| Num           | Coureuse                 | Pos           |
| 11            | Jeanne Korevaar (NED)    | 36e           |
| 12            | Anouska Koster (NED)     | 34e           |
| 13            | Riejanne Markus (NED)    | 40e           |
| 14            | Sabrina Stultiens (NED)  | NP-2          |
| 15            | Monique van de Ree (NED) | NP-2          |
| 16            | Rotem Gafinovitz (ISR)   | AB-2          |

| Wiggle High5 WHT | Wiggle High5 WHT           | Wiggle High5 WHT |
| ---------------- | -------------------------- | ---------------- |
| Num              | Coureuse                   | Pos              |
| 21               | Annette Edmondson (AUS)    | 31e              |
| 22               | Amy Cure (AUS)             | 20e              |
| 23               | Audrey Cordon-Ragot (FRA)  | 24e              |
| 24               | Eri Yonamine (JPN) (route) | 42e              |
| 25               | Macey Stewart (AUS)        | NP-2             |
| 26               | Rachele Barbieri (ITA)     | 47e              |

| Alé Cipollini ALE | Alé Cipollini ALE      | Alé Cipollini ALE |
| ----------------- | ---------------------- | ----------------- |
| Num               | Coureuse               | Pos               |
| 31                | Chloe Hosking (AUS)    | 14e               |
| 32                | Soraya Paladin (ITA)   | 48e               |
| 33                | Anna Trevisi (ITA)     | AB-1              |
| 34                | Roxane Knetemann (NED) | 18e               |
| 35                | Mayuko Hagiwara (JPN)  | AB-1              |
| 36                | Karlijn Swinkels (NED) | 57e               |

| Cylance CPC | Cylance CPC             | Cylance CPC |
| ----------- | ----------------------- | ----------- |
| Num         | Coureuse                | Pos         |
| 41          | Giorgia Bronzini (ITA)  | 26e         |
| 42          | Marta Tagliaferro (ITA) | 55e         |
| 43          | Rossella Ratto (ITA)    | NP-2        |
| 44          | Lauren Stephens (USA)   | 2e          |
| 45          | Jelena Erić (SRB)       | 72e         |
| 46          | Holly Breck (USA)       | 66e         |

| Bepink BPK | Bepink BPK                    | Bepink BPK |
| ---------- | ----------------------------- | ---------- |
| Num        | Coureuse                      | Pos        |
| 51         | Silvia Valsecchi (ITA)        | 74e        |
| 52         | Francesca Pattaro (ITA)       | 67e        |
| 53         | Katia Ragusa (ITA)            | AB-3       |
| 54         | Maria Vittoria Sperotto (ITA) | 56e        |
| 55         | Erica Magnaldi (ITA)          | 21e        |
| 56         | Lisa Morzenti (ITA)           | HD-1       |

| Trek-Drops DRP | Trek-Drops DRP          | Trek-Drops DRP |
| -------------- | ----------------------- | -------------- |
| Num            | Coureuse                | Pos            |
| 61             | Eva Buurman (NED)       | 22e            |
| 62             | Kathrin Hammes (GER)    | 12e            |
| 63             | Annasley Park (GBR)     | 75e            |
| 64             | Abigail Van Twisk (GBR) | 17e            |
| 65             | Molly Weaver (GBR)      | NP-4           |
| 66             | Tayler Wiles (USA)      | NP-4           |

| Tibco-Silicon Valley Bank TIB | Tibco-Silicon Valley Bank TIB | Tibco-Silicon Valley Bank TIB |
| ----------------------------- | ----------------------------- | ----------------------------- |
| Num                           | Coureuse                      | Pos                           |
| 71                            | Shannon Malseed (AUS) (route) | 7e                            |
| 72                            | Kathryn Buss (USA)            | 54e                           |
| 73                            | Emma Grant (GBR)              | 10e                           |
| 74                            | Alison Jackson (CAN)          | 27e                           |
| 75                            | Alice Cobb (GBR)              | 63e                           |
| 76                            | Kendall Ryan (USA)            | 70e                           |

| Sho-Air Twenty20 T20 | Sho-Air Twenty20 T20    | Sho-Air Twenty20 T20 |
| -------------------- | ----------------------- | -------------------- |
| Num                  | Coureuse                | Pos                  |
| 81                   | Erica Clevenger (USA)   | 43e                  |
| 82                   | Danielle Morshead (USA) | 73e                  |
| 83                   | Marlies Mejías (CUB)    | 28e                  |
| 84                   | Shayna Powless (USA)    | 25e                  |
| 85                   | Scotti Wilborne (USA)   | 33e                  |
| 86                   | Margot Clyne (USA)      | 60e                  |

| Virtu Cycling Women TVC | Virtu Cycling Women TVC   | Virtu Cycling Women TVC |
| ----------------------- | ------------------------- | ----------------------- |
| Num                     | Coureuse                  | Pos                     |
| 91                      | Barbara Guarischi (ITA)   | 61e                     |
| 92                      | Emilie Moberg (NOR)       | 51e                     |
| 93                      | Katarzyna Pawłowska (POL) | 15e                     |
| 94                      | Linda Villumsen (NZL)     | 16e                     |
| 95                      | Louise Norman Hansen      | 68e                     |
| 96                      | Trine Schmidt (DEN)       | 52e                     |

| Nouvelle-Zélande NZL | Nouvelle-Zélande NZL | Nouvelle-Zélande NZL |
| -------------------- | -------------------- | -------------------- |
| Num                  | Coureuse             | Pos                  |
| 101                  | Grace Anderson       | 9e                   |
| 102                  | Mikayla Harvey       | 13e                  |
| 103                  | Lydia Rippon         | AB-3                 |
| 104                  | Kate Smith           | HD-1                 |
| 105                  | Rylee McMullen       | 69e                  |
| 106                  | Deborah Paine        | 30e                  |

| Maaslandster International Women's Cycling ___ | Maaslandster International Women's Cycling ___ | Maaslandster International Women's Cycling ___ |
| ---------------------------------------------- | ---------------------------------------------- | ---------------------------------------------- |
| Num                                            | Coureuse                                       | Pos                                            |
| 111                                            | Désirée Ehrler (SUI)                           | AB-2                                           |
| 112                                            | Bronwyn Macgregor (NZL)                        | 50e                                            |
| 113                                            | Tsubasa Makise (JPN)                           | HD-1                                           |
| 114                                            | Amanda Jamieson (NZL)                          | 37e                                            |
| 115                                            | Serene Lee (SGP)                               | AB-3                                           |
| 116                                            | Yasue Nakahara (JPN)                           | HD-3                                           |

| UniSA-Australia AUS | UniSA-Australia AUS    | UniSA-Australia AUS |
| ------------------- | ---------------------- | ------------------- |
| Num                 | Coureuse               | Pos                 |
| 121                 | Katrin Garfoot (AUS)   | 3e                  |
| 122                 | Shara Gillow (AUS)     | NP-2                |
| 123                 | Rachel Neylan (AUS)    | 38e                 |
| 124                 | Tiffany Cromwell (AUS) | 49e                 |
| 125                 | Lauren Kitchen (AUS)   | 23e                 |
| 126                 | Lauretta Hanson (AUS)  | 53e                 |

| Holden Team Gusto racing ___ | Holden Team Gusto racing ___ | Holden Team Gusto racing ___ |
| ---------------------------- | ---------------------------- | ---------------------------- |
| Num                          | Coureuse                     | Pos                          |
| 131                          | Erin Kinnealy (AUS)          | AB-2                         |
| 132                          | Kimberley Wells (AUS)        | AB-3                         |
| 133                          | Carlee Taylor (AUS)          | 59e                          |
| 134                          | Grace Brown (AUS)            | 5e                           |
| 135                          | Nicola Macdonald (AUS)       | AB-2                         |
| 136                          | Rebecca Wiasak (AUS)         | AB-1                         |

| Specialized women's racing ___ | Specialized women's racing ___ | Specialized women's racing ___ |
| ------------------------------ | ------------------------------ | ------------------------------ |
| Num                            | Coureuse                       | Pos                            |
| 141                            | Kate McIlroy (NZL)             | 8e                             |
| 142                            | Sharlotte Lucas (NZL)          | 19e                            |
| 143                            | Ashlee Ankudinoff (AUS)        | 41e                            |
| 144                            | Ella Bloor (AUS)               | 62e                            |
| 145                            | Lucy Bechtel (AUS)             | 45e                            |

| Sans équipe ___ | Sans équipe ___     | Sans équipe ___ |
| --------------- | ------------------- | --------------- |
| Num             | Coureuse            | Pos             |
| 146             | Taryn Heather (AUS) | 11e             |

| TIS Racing ___ | TIS Racing ___         | TIS Racing ___ |
| -------------- | ---------------------- | -------------- |
| Num            | Coureuse               | Pos            |
| 151            | Georgia Baker (AUS)    | 29e            |
| 153            | Kristina Clonan (AUS)  | 58e            |
| 154            | Maeve Plouffe (AUS)    | 32e            |
| 155            | Breanna Hargrave (AUS) | AB-3           |
| 156            | Jessica Mundy (AUS)    | 39e            |

| Sydney Uni-Staminade ___ | Sydney Uni-Staminade ___ | Sydney Uni-Staminade ___ |
| ------------------------ | ------------------------ | ------------------------ |
| Num                      | Coureuse                 | Pos                      |
| 161                      | Megan Scott (AUS)        | 65e                      |
| 162                      | Angela Smith (AUS)       | 71e                      |
| 163                      | Jade Colligan (AUS)      | AB-1                     |
| 164                      | Chloe Heffernan (AUS)    | AB-1                     |
| 165                      | Gina Ricardo (AUS)       | 76e                      |
| 166                      | Georgia Whitehouse (AUS) | 64e                      |

## Primes
Le comité d'organisation surprend en annonçant après la course, le 20 janvier, que les primes de femmes sont alignées sur celles des hommes. Le total des primes passent ainsi de 11 019 € à 98 000 €. La vainqueur du classement général obtient 12 000 € au lieu de 1 549 €,.